# Лаврушин, Владимир Фёдорович
Лаврушин Владимир Федорович (28 мая 1912, Харьков —  2 марта 2003, Харьков) — советский и украинский химик-органик, ректор Харьковского государственного университета в 1960—1966 годах, Почетный профессор Манчестерского университета.

## Биография
Владимир Лаврушин родился в 28 мая в Харькове. Окончил школу фабрично-заводского обучения и впоследствии работал на обувной фабрике им. Профинтерна. Параллельно он также получал дополнительное образование , — посещал подготовительные курсы при Харьковском научном обществе. В 1930 году поступил на химический факультет Харьковского института народного образования (позже он будет переименован в Харьковский государственный университет). Окончив его в 1935, он поступил в аспирантуру Института химии при ХГУ. Кроме этого он вел преподавательскую деятельность: с 1936 года был ассистентом в Химико-технологическом институте, с 1938 — ассистентом в Институте советской торговли, а с 1939 года — старшим преподавателем в Интендантскому Академии Красной Армии. До начала Великой Отечественной войны, в июне 1941 года, он защитил свою кандидатскую диссертацию под руководством профессора Н. Валяшко.
В рядах советской армии Лаврушин участвовал в боях за Сталинград, в освобождении Донбасса и Крыма. Закончил войну в звании инженера-майора, был награждён орденами Красной Звезды и Отечественной войны II степени. В составе Чрезвычайной комиссии принимал участие в расследовании военных преступлений в концлагере Освенцим.
После демобилизации в 1945 году Владимир Лаврушин возобновляет преподавательскую деятельность: сначала как доцент в Харьковском политехническом институте, а с 1953 года— на должности заведующего кафедрой технической химии ХГУ. В 1959 году он защитил докторскую диссертацию и был назначен проректором по научной работе, а в 1960—1966 годах занимал должность ректора университета. За время председательства Лаврушина в университете был создан ряд новых факультетов: механико-математический, физический, физико-технический, факультеты иностранных языков и подготовки иностранных студентов. Социальную жизнь студенчества улучшалось благодаря открытию новых общежитий, спортивно-оздоровительной базы «Фигуровка» и тому подобное.
С 1959 по 1990 год он был заведующим кафедрой органической химии, а к апрелю 2002 — также и ведущим научным сотрудником Научно-исследовательского института химии при университете.

## Научная деятельность
Первая научная статья Владимира Лаврушина была посвящена синтезу гипнотиков, которую он написал вместе с Ю. Габелем и Т. Збаровским в 1938 году. С тех пор он начал заниматься спектральными методами исследований органических соединений и до 1960-х сумел создать передовую физико-химическую лабораторию.
Его докторская работа, посвященная исследованию галохромных свойств ди-, три — и тетраарилметанов, вызвала значительный резонанс в научных кругах, поскольку в ней впервые изучались процессы расщепления связей C—C под действием кислот. В знак признания его работ, в 1966 году Лаврушину присвоили звание Почетного профессора Манчестерского университета (Великобритания). Кроме этого он был награждён орденом «Знак Почета» (1953) и орденом Ленина (1961). В 1979 году получил звание Заслуженный деятель науки УССР.
Владимир Лаврушин является автором более 400 научных работ, под его руководством защищено более 60 кандидатских и 4 докторских диссертации.